# Corno Nero
El Corno Nero (Schwarzhorn en alemany o Tête noire en francès) és una muntanya de 4.322 metres que es troba entre les regions d'Aosta i Piemont a Itàlia.